# Consequence

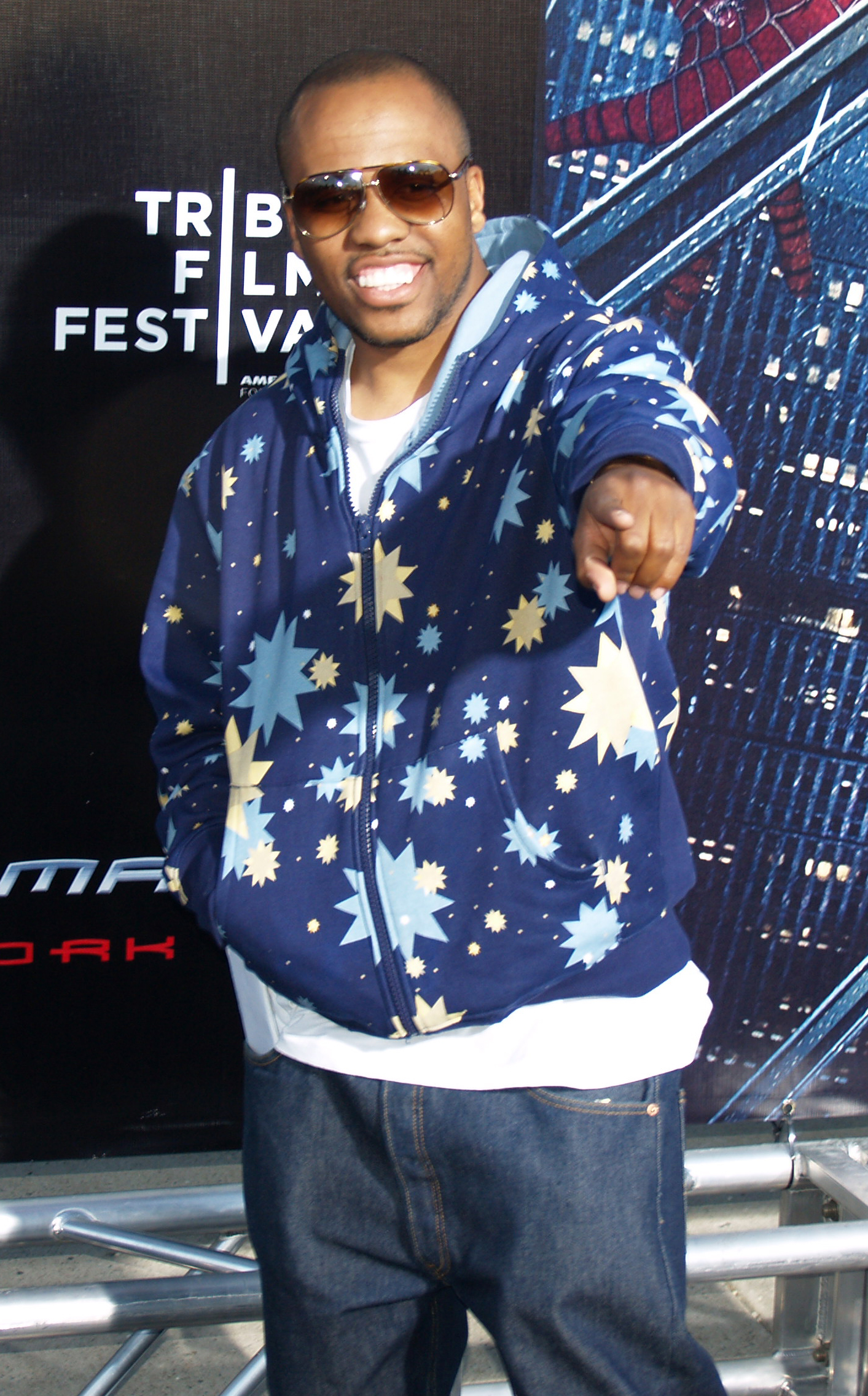
Consequence 2007

Dexter Mills, född 14 juni 1977 i Queens, New York, mer känd under artistnamnet Consequence, är en amerikansk rappare. Han är mest för sina samarbeten med A Tribe Called Quest och Kanye West. 2007 debuterade han som soloartist med albumet Don't Quit Your Day Job!.
Consequence är kusin till Q-Tip.